# Аделунг, Фёдор Павлович
Фёдор Па́влович А́делунг (при рождении Фридрих фон Аделунг; нем. Friedrich von Adelung; 25 февраля 1768, Штеттин — 18 [30] января 1843, Санкт-Петербург) — русский, немецкий историк, философ, библиограф

, действительный статский советник (1825), член-корреспондент (1809) и почётный член (1838) Петербургской Академии наук, лингвист.

## Биография
Родился в Штеттине 25 февраля 1768 года в семье Пауля Аделунга (1736—1835), старшего аптекаря прусской военно-полевой службы; мать София Шарлотта была дочерью контролёра Монетного двора в Штеттине Корнелиуса Эвальда Ландграфа. Был племянником Иоганна Кристофа Аделунга и, отчасти, продолжателем его научной деятельности, особенно в области языкознания. В 1780 году приехал к своему дяде в Лейпциг, где в 1787 году стал учиться в Лейпцигском университете.
По окончании университетского курса путешествовал по Европе и в 1794 году приехал в Санкт-Петербург. В 1795—1797 годах служил в Митаве. Был личным секретарём П. А. фон дер Палена. Затем в Санкт-Петербурге занимался коммерческими делами с придворным банкиром Александром Ралем; с 1800 года был цензором немецких книг, с 1801 года — директором немецкого театра.
С 1803 года был назначен наставником великих князей Николая и Михаила Павловичей.
В 1804 году основатель Харьковского университета Василий Каразин на благотворительные пожертвования приобрёл у Ф. П. Аделунга для только что созданного университета ценную графическую коллекцию в количестве 2477 экземпляров (в том числе 1297 гравюр и 59 акварельных рисунков, оригиналы произведений итальянских, немецких, голландских гравёров XVI столетия, а также французских и английских мастеров XVI—XVIII веков). Впоследствии на базе этого собрания был создан Харьковский художественный музей.

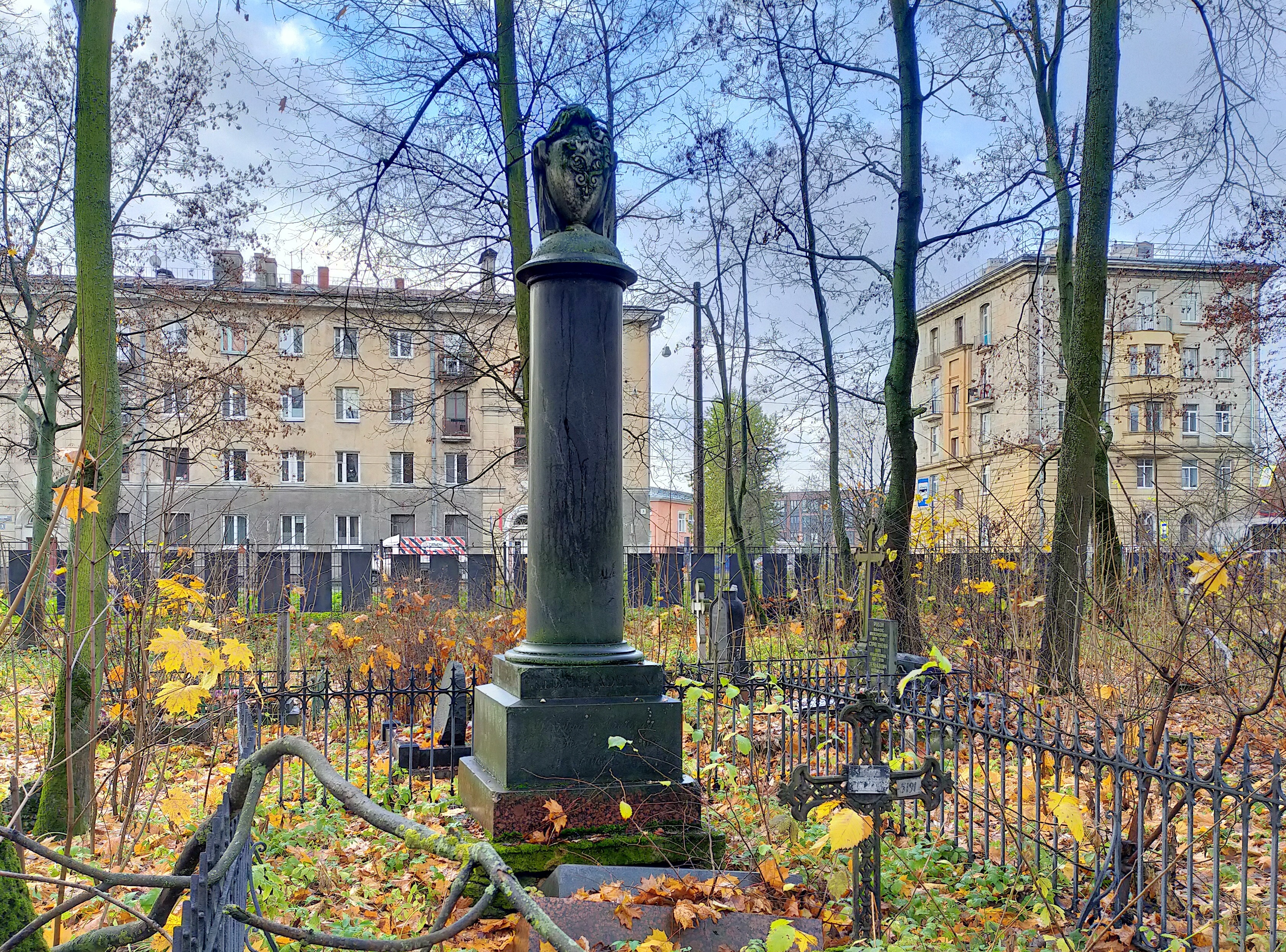
Памятник на могиле Ф. П. Аделунга;
Волковское лютеранское кладбище.

Составил с экономистом А. К. Шторхом положившее начало русской книжной статистике «Систематическое обозрение литературы в России в течение пятилетия с 1801 по 1806 г.» (ч. 1—2, 1810—1811).
В 1809 году Петербургская академия наук избрала его в члены-корреспонденты, а университеты Харьковский и Дерптский — в почётные члены.
С 1818 года состоял на службе в Коллегии иностранных дел чиновником по особым поручениям. В 1824 году — управляющий, в 1825 году занимал должность начальника Учебного отделения восточных языков при Министерстве иностранных дел (в дальнейшем Институт восточных языков), сменив уехавшего служить на Кавказ Г. М. Влангали.
Создал при Учебном отделении музей, в который передавались рукописи, книги, а также найденные на Востоке и в Средней Азии древние и действующие монеты (в дальнейшем Румянцевский музей). Начальником Учебного отделения он прослужил почти 18 лет и в этой должности умер 18 (30) января 1843 года. Похоронен на Волковском лютеранском кладбище с женой Фредерикой и внуком Ф. П. Кёппеном, на южном участке кладбища, между Талевой дорогой и оградой.
В начале XIX века выдвинул свои соображения о причинах исторического развития языка. Сформулировал критерии различия в степенях языкового родства, предполагающие сравнения их грамматических структур. Составил личную коллекцию, содержавшую издания и неопубликованные материалы по языкам народов Сибири, Сев. Америки и др. Изучая т. н. Корсунские врата собора Св. Софии в Новгороде, пришёл к выводу, что они изготовлены немецкими мастерами, а не вывезены князем Владимиром Святославичем из греческого Херсонеса, как считалось ранее. Собрал записки иностранцев о России (свыше 100 текстов), опубликовал «Критико-литературное обозрение путешественников по России до 1700 г. и их сочинений» (1840; рус. пер. 1864).

### Источниковедение истории России
Список его произведений обширен и разнообразен; писал он на немецком языке по русской археологии и обзору сказаний иностранцев о древней России, введя в широкий научный оборот, в частности, сочинение Сигизмунда Герберштейна и других авторов:
- Siegmund Freiherr von Herberstein (St. Petersburg 1818)
- August Freiherr von Meyerberg und seine Reisen in Rußland (St. Petersburg 1827)
- Библиография иностранных карт России с 1306 по 1699 годы[5].
- Митридат, или Всеобщее языкознание. — 1806
- О сходстве санскритского языка с русским. — 1811
- Корсунские врата, находящиеся в Новгородском Софийском соборе. — М., 1834
- Альбом Мейерберга. Виды и бытовые картины России XVII века. — 1903
- Kritisch-literarische Übersicht der Reisenden in Rußland bis 1700 (сводный труд, St. Petersburg 1846, 2 Bände; русский перевод: «Критико-литературное обозрение путешественников по России до 1700 г. и их сочинений» ч. 1—2, М., 1864), изданная после смерти автора, была удостоена полной Демидовской премии, причем обычную в этих случаях рецензию писал натуралист академик К. М. Бэр.

### Другое
Помимо трудов по истории, Ф. П. Аделунгу принадлежат:
- Bibliotheca sanscrita (2. Aufl., St. Petersburg 1837), получившая всеевропейскую известность библиография санскритского языка
- Übersicht aller bekannten Sprachen und ihrer Dialekte (St. Petersburg 1820).

## Награды
- орден Св. Анны 1-й ст. (23.04.1834; императорская корона к ордену — 25.05.1837)[6]

## Семья

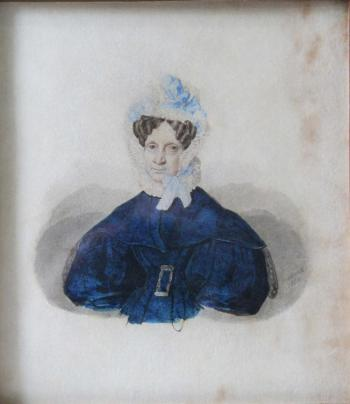
Портрет Фредерики Фёдоровны Аделунг работы Константина Осокина, 1836 г.

Фёдор Павлович Аделунг в Санкт-Петербурге 20 ноября 1799 года женился на Фредерике Федоровне (Фредерике-Вильгельмине) фон Ралль (24.03.1778—2.10.1848), дочери генерал-майора Фёдора Григорьевича Ралля, сестре Ф. Ф. Ралля. У супругов было несколько детей:
- Фёдор Фёдорович (9.11.1800— после 1888) — генерал-майор (с 01.02.1846). Был женат на Варваре Николаевне Ладыженской, дочери генерал-лейтенанта Н. Ф. Ладыженского. Внучкой Ф. П. Аделунга была Мария Фёдоровна Герингер (1859—1905) — камер-фрау императрицы Александры Федоровны [8].
- Карл Фёдорович (08.03.1803—11.02.1829) — дипломат, второй секретарь русской миссии в Персии в 1828 году, погиб вместе с А. С. Грибоедовым и другими членами Русской миссии в Тегеране 11 февраля 1829 года.
- Андрей Фёдорович (6.02.1805— ?) — младший секретарь посольства в Вене, коллежский советник
- Николай Фёдорович (23.10.1809—27.11.1878) — тайный советник, издатель трудов отца, секретарь королевы Вюртембергской Ольги Николаевны;
- Михаил Фёдорович
- Александр Фёдорович (1809—1869) — третий советник российского посольства в Вене, генеральный консул в Данциге (1849—1868), действительный статский советник (1864).
- Александра Фёдоровна (23.03.1802—07.09.1872) — жена географа Петра Ивановича Кёппена.